# Sidi Slimane (Uargla)
Sidi Slimane (em árabe: ﺳﻴﺪي ﺳﻠﻴﻤﺎن) é uma comuna localizada na província de Ouargla, Argélia. Segundo o censo de 2008, a população total da cidade era de 8 072 habitantes.